# Заплата, Иосиф
Ио́сиф Запла́та (пол. Józef Zapłata CFCI; 5 марта 1904, Эрка, Великопольское воеводство — 19 февраля 1945, Дахау, Бавария) — блаженный Римско-католической церкви, священник, монах из мужской монашеской конгрегации «Братья Сердца Иисуса». Входит в число 108 блаженных польских мучеников, беатифицированных римским папой Иоанном Павлом II во время его посещения Варшавы 13 июня 1999 года.

## Биография
14 апреля 1927 года после окончания военной службы поступил в мужскую монашескую конгрегацию «Братья Сердца Иисуса». 8 сентября 1928 года принял временные монашеские обеты, 10 марта 1938 года принял вечные обеты. Служил в канцелярии Примаса Польши, в курии архиепископа в Познани, а также исполнял пастырские обязанности в церкви святой Елизаветы во Львове. Некоторое время работал руководителем новициата конгрегации «Братья Сердца Иисуса».
После начала Второй мировой войны был арестован 3 октября 1939 года Гестапо и заключён в познанской лагере смерти Форт VII, потом переведён в концентрационный лагерь Маутхаузен в Австрии. 8 декабря 1940 года был переведён в концлагерь Дахау. Его концентрационный номер — 22099. В концлагере прожил пять лет. В начале 1945 года, ухаживая за больными тифом, заразился и умер уже после освобождения из концлагеря от болезни.

## Прославление
13 июня 1999 года был беатифицирован римским папой Иоанном Павлом II вместе с другими польскими мучениками Второй мировой войны.
День памяти — 12 июня.